# Dundalk Football Club 1976-1977
Questa voce raccoglie le informazioni riguardanti il Dundalk Football Club nelle competizioni ufficiali della stagione 1976-1977.

## Maglie e sponsor
Da questa stagione le divise sono prodotte dalla Eros Sportswear e recano, sulla parte destra, tre righe nere.
| Manica sinistra · Manica sinistra · Maglietta · Maglietta · Manica destra · Manica destra · Pantaloncini · Calzettoni |

## Rosa
| N. |                             | Ruolo | Calciatore       |
| -- | --------------------------- | ----- | ---------------- |
|    | Inghilterra (bandiera)      | P     | Richie Blackmore |
|    | Irlanda (bandiera)          | P     | Eddie Mahon      |
|    | Irlanda (bandiera)          | D     | Tommy McConville |
|    | Irlanda del Nord (bandiera) | D     | Jack McManus     |
|    | Irlanda (bandiera)          | D     | Derek O'Brien    |
|    | Irlanda (bandiera)          | D     | Martin Lawlor    |
|    | Irlanda (bandiera)          | D     | Noel Dawson      |
|    | Irlanda (bandiera)          | D     | Gerry Nixon      |
|    | Irlanda (bandiera)          | C     | Tony Kavanagh    |
|    | Irlanda del Nord (bandiera) | C     | Seamus McDowell  |
|    | Inghilterra (bandiera)      | C     | Jimmy Dainty     |

| N. |                             | Ruolo | Calciatore       |
| -- | --------------------------- | ----- | ---------------- |
|    | Irlanda (bandiera)          | C     | Brian McConville |
|    | Irlanda (bandiera)          | C     | Synan Braddish   |
|    | Irlanda (bandiera)          | C     | Sean Sheehy      |
|    | Irlanda (bandiera)          | C     | Dessie Oakes     |
|    | Irlanda (bandiera)          | C     | Paul Fitzgerald  |
|    | Irlanda (bandiera)          | A     | Mick Lawlor      |
|    | Irlanda (bandiera)          | A     | Frank Devlin     |
|    | Irlanda (bandiera)          | A     | Terence Flanagan |
|    | Irlanda del Nord (bandiera) | A     | Jim McLaughlin   |
|    | Irlanda (bandiera)          | A     | Brendan Hannigan |

## Risultati

### A Division

#### Girone di andata
| Sligo 3 ottobre 1976 1ª giornata | Sligo Rovers | 4 – 2 | Dundalk | Showgrounds |

| Dundalk 10 ottobre 1976 2ª giornata | Dundalk | 0 – 2 | Albert Rovers | Oriel Park |

| Dublino 17 ottobre 1976 3ª giornata | Shamrock Rovers | 1 – 3 | Dundalk | Glenmalure Park |

| Dundalk 24 ottobre 1976 4ª giornata | Dundalk | 0 – 1 | Drogheda Utd | Oriel Park |

| Dundalk 31 ottobre 1976 5ª giornata | Dundalk | 2 – 1 | Waterford | Oriel Park |

| Dublino 7 novembre 1976 6ª giornata | Shelbourne | 3 – 2 | Dundalk | Tolka Park |

| Dundalk 14 novembre 1976 7ª giornata | Dundalk | 1 – 3 | Bohemians | Oriel Park |

| Ballybofey 21 novembre 1976 8ª giornata | Finn Harps | 2 – 1 | Dundalk | Finn Park |

| Dundalk 28 novembre 1976 9ª giornata | Dundalk | 3 – 1 | Cork Celtic | Oriel Park |

| Dublino 5 novembre 1976 10ª giornata | St Patrick's | 1 – 1 | Dundalk | Richmond Park |

| Dundalk 12 dicembre 1976 11ª giornata | Dundalk | 2 – 1 | Limerick | Oriel Park |

| Dublino 19 dicembre 1976 12ª giornata | Home Farm | 3 – 1 | Dundalk | Tolka Park |

| Dundalk 26 dicembre 1976 13ª giornata | Dundalk | 4 – 3 | Athlone Town | Oriel Park |

#### Girone di ritorno
| Dundalk 2 gennaio 1977 14ª giornata | Dundalk | 3 – 1 | Sligo Rovers | Oriel Park |

| Cork 9 gennaio 1977 15ª giornata | Albert Rovers | 0 – 0 | Dundalk | Turners Cross |

| Dublino 16 gennaio 1979 16ª giornata | Shamrock Rovers | 3 – 2 | Dundalk | Glenmalure Park |

| Drogheda 23 gennaio 1977 17ª giornata | Drogheda Utd | 2 – 2 | Dundalk | Lourdes Stadium |

| Waterford 30 gennaio 1977 18ª giornata | Waterford | 2 – 1 | Dundalk | Kilcohan Park |

| Dundalk 6 febbraio 1977 19ª giornata | Dundalk | 1 – 1 | Bohemians | Oriel Park |

| Dublino 20 febbraio 1977 20ª giornata | Bohemians | 1 – 3 | Dundalk | Dalymount Park |

| Dundalk 27 febbraio 1977 21ª giornata | Dundalk | 2 – 0 | Finn Harps | Oriel Park |

| Cork 13 marzo 1977 22ª giornata | Cork Celtic | 0 – 1 | Dundalk | Turner's Cross |

| Dundalk 20 marzo 1977 23ª giornata | Dundalk | 3 – 0 | St Patrick's | Oriel Park |

| Limerick 27 marzo 1977 24ª giornata | Limerick | 2 – 2 | Dundalk | Jackman Park |

| Athlone 10 aprile 1977 25ª giornata | Athlone Town | 1 – 3 | Dundalk | St Mel's Park |

| Dundalk 17 aprile 1977 26ª giornata | Dundalk | 6 – 3 | Home Farm | Oriel Park |

### LOI Cup
| Dublino 5 settembre 1976 Terzo turno | Shelbourne | 0 – 5 | Dundalk | Tolka Park |

| Dundalk 12 settembre 1976 Secondo turno | Dundalk | 0 – 2 | Shamrock Rovers | Oriel Park |

| Dublino 19 settembre 1976 Primo turno | Home Farm | 0 – 4 | Dundalk | Tolka Park |

### FAI Cup
| Dundalk 13 febbraio 1977 Primo turno | Dundalk | 2 – 1 | Pegasus | Oriel Park |

| Cork 6 marzo 1977 Quarti di finale | Cork Celtic | 0 – 1 | Dundalk | Turner's Cross |

| Dublino 1º aprile 1977 Semifinale | Dundalk | 1 – 1 | St Patrick's | Tolka Park |

| Dublino 6 aprile 1977 Semifinale - ripetizione | Dundalk | 1 – 0 (d.t.s.) | St Patrick's | Dalymount Park |

| Dublino 1º maggio 1977 Finale | Dundalk | 2 – 0 | Limerick | Dalymount Park |

### Coppa dei Campioni
| Dundalk 15 settembre 1976 Ottavi di finale - Andata | Dundalk | 1 – 1 referto | PSV | Oriel Park |

| Eindhoven 29 settembre 1976 Ottavi di finale - Ritorno | PSV | 6 – 0 referto | Dundalk | Philips Stadion |

## Statistiche

### Statistiche di squadra
| Competizione       | Punti | Totale | Totale | Totale | Totale | Totale | Totale | DR  |
| Competizione       | Punti | G      | V      | N      | P      | Gf     | Gs     | DR  |
| ------------------ | ----- | ------ | ------ | ------ | ------ | ------ | ------ | --- |
| A Division         | 29    | 26     | 12     | 5      | 9      | 51     | 42     | +9  |
| LOI Cup            | -     | 3      | 2      | 0      | 1      | 9      | 2      | +7  |
| Coppa d'Irlanda    | -     | 5      | 4      | 1      | 0      | 7      | 2      | +5  |
| Coppa dei Campioni | -     | 2      | 1      | 0      | 1      | 1      | 7      | -6  |
| Totale             | -     | 36     | 19     | 6      | 11     | 68     | 53     | +15 |